# 滁州政務中心駅
滁州政務中心駅（じょしゅうせいむちゅうしんえき）は、中華人民共和国安徽省滁州市南譙区龍蟠大道と南譙路の交差点にある、南京地下鉄S4号線の駅である。

## 駅名
駅名については、事業着手当初は滁州市政府と南京地下鉄集団は「市政府駅」の仮称を用いており、2022年9月2日に「滁州政務中心駅」を駅名として第一次公示され、2022年11月15日に駅名が「滁州政務中心駅」に決定したことが発表された。

## 隣の駅
南京地下鉄
■S4号線
擔子駅- 滁州政務中心駅 - 琅琊山駅